# Межпозвоночный диск
Межпозвонковый диск, также межпозвоночный диск, — фиброзно-хрящевое образование из кольцевидных соединительнотканных пластинок и студенистого ядра в центре между телами двух соседних позвонков позвоночника.

## Функции
Межпозвоночные диски повышают устойчивость позвоночника к вертикальным нагрузкам, амортизируя сотрясения при беге, ходьбе, прыжках; наряду с другими соединениями позвонков, участвуют в обеспечении подвижности и гибкости позвоночника.

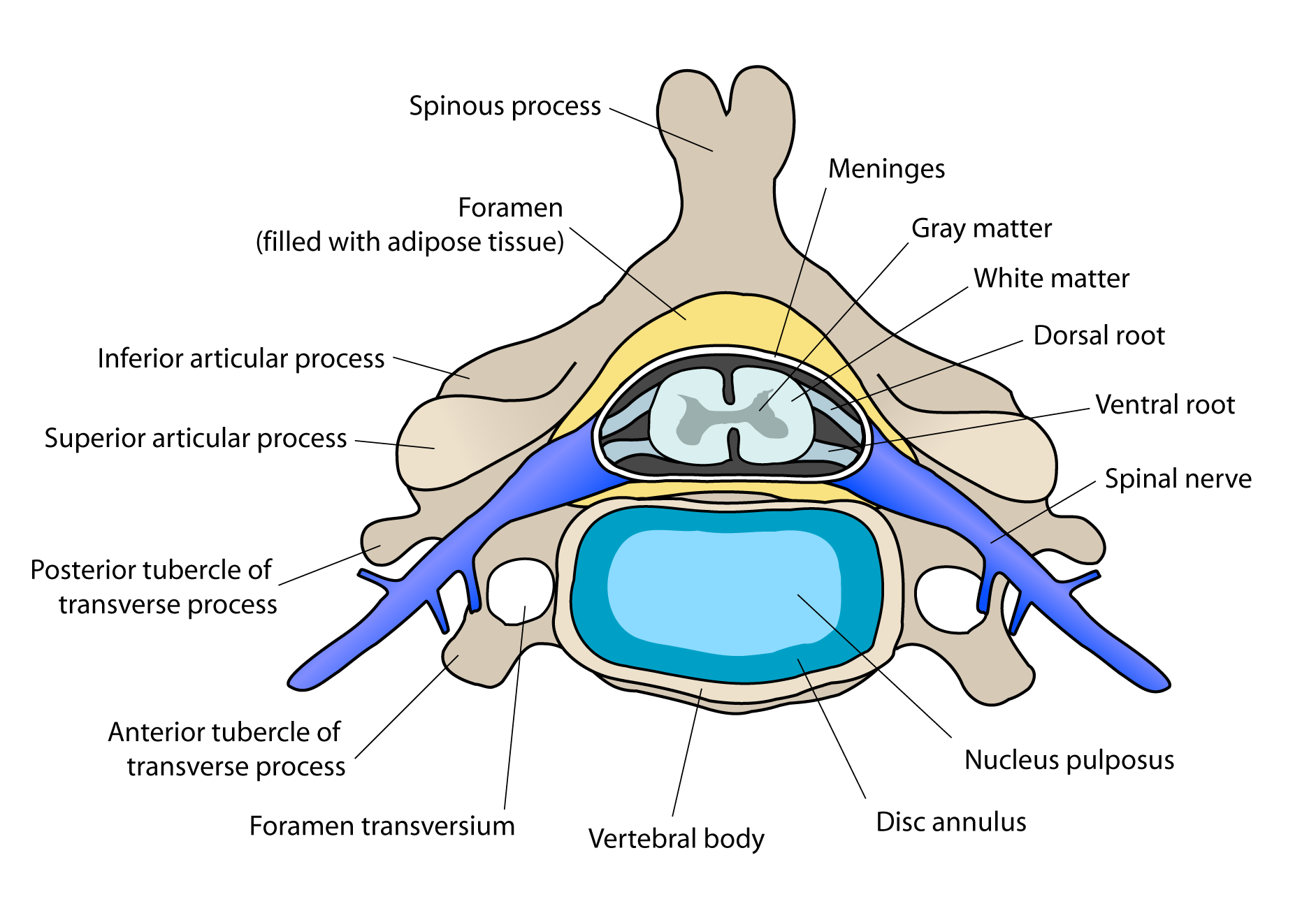
Шейный позвонок с межпозвоночным диском

## Строение
Межпозвоночные диски различаются по размерам в зависимости от нагрузки на них, увеличиваясь сверху вниз и достигая высоты 11 мм в поясничном отделе. Диски состоят из студенистого ядра (лат. nucleus pulposus), представляющего собой гелеобразную массу, и окружающего его плотного, волокнистого фиброзного кольца (лат. annulus fibrosus). Сверху и снизу диски покрыты тонким слоем белого волокнистого хряща (замыкательными пластинками), который участвует в их питании от сосудов тела позвонка.

## Вопрос терминологии
В различных специализированных и энциклопедических изданиях употребляется как термин «межпозвоночный диск», так и термин «межпозвонковый диск». Так, в статье «Позвоночник» БСЭ:
Из травм встречаются: повреждение связочного аппарата П. — разрывы и растяжения связок; повреждение межпозвонковых дисков…
С другой стороны, в статье Позвоночник // 1. Малая медицинская энциклопедия. — М.: Медицинская энциклопедия. 1991—96 гг. 2. Первая медицинская помощь. — М.: Большая Российская Энциклопедия. 1994 г. 3. Энциклопедический словарь медицинских терминов. — М.: Советская энциклопедия. — 1982—1984 гг. Медицинской энциклопедии:
Все тела позвонков, за исключением крестцовых, у взрослых разделены межпозвоночными дисками…